# 吉雅·罕
吉雅·罕（Jiah Khan，1988年2月20日—2013年6月3日）是一位英裔美国女演员和歌手。2007年到2010年期間，她參演了三部印地语电影。 
吉雅·罕出生於纽约市，父母是印度人，吉雅·罕在伦敦长大并在當地接受教育。吉雅·罕後來來到孟买並且成為了一名寶萊塢电影演員。 
2013年6月3日，吉雅·罕在位於孟买的家中臥室上吊自殺，當時她的尸體被發現吊在吊扇上。印度中央調查局以及孟买高等法院判定吉雅·罕的死因為自殺，不過吉雅·罕母亲声称吉雅·罕是被其男友谋杀。 2018年1月31日，孟买一家法院指控吉雅·罕的男友教唆吉雅·罕自杀。